# Championnats d'Afrique de lutte 2011
Navigation
Le Caire 2010 Marrakech 2012
Les Championnats d'Afrique de lutte 2011 se déroulent du 29 au 31 mai 2011 à Dakar, au Sénégal. Ils servent de qualifications pour les championnats du monde et les jeux olympiques.

## Podiums

### Hommes

#### Lutte libre
| Catégories | Or              | Argent                 | Bronze                        |
| ---------- | --------------- | ---------------------- | ----------------------------- |
| 55 kg      | Mohamed Attia   | Bienvenu Andriamalala  | Ibrahim Farag                 |
| 55 kg      | Mohamed Attia   | Bienvenu Andriamalala  | Louis Minnaar                 |
| 60 kg      | Daniel Amas     | Bilel Ben Douissa      | Fayzal Aoune                  |
| 60 kg      | Daniel Amas     | Bilel Ben Douissa      | Adama Diatta                  |
| 66 kg      | Heinrich Barnes | Intipe Jutipa          | Jacky Patrick Rakotoarimanana |
| 66 kg      | Heinrich Barnes | Intipe Jutipa          | Abdou Omar                    |
| 74 kg      | Augusto Midana  | Riadh Jlassi           | Nicolas Diatta                |
| 74 kg      | Augusto Midana  | Riadh Jlassi           | Mohamed Zakaria               |
| 84 kg      | Adnan Rahimi    | Mohammed Ahmed Ismaiel | David Conteh                  |
| 84 kg      | Adnan Rahimi    | Mohammed Ahmed Ismaiel | Mohamed Riad Louafi           |
| 96 kg      | Sinivie Boltic  | Ahmed Sewelam          | Rochdi Rahimi                 |
| 96 kg      | Sinivie Boltic  | Ahmed Sewelam          | Etienne van Huyssteen         |
| 120 kg     | Ramy Belal      | Hugues Onanena         | Malal Ndiaye                  |

#### Lutte gréco-romaine
| Catégories | Or               | Argent                        | Bronze                 |
| ---------- | ---------------- | ----------------------------- | ---------------------- |
| 55 kg      | Saber Boutouri   | Mohamed Bouterfassa           | Carlo van Wyk          |
| 60 kg      | Sayed Abdelmonem | Billel Benbrih                | Jihed Khilifi          |
| 66 kg      | Mohamed Serir    | Ibrahim Nasser                | Nhlakanipho Shongwe    |
| 74 kg      | Zied Ait Ouagram | Islam Tolba                   | Benabidi Belkacem Anis |
| 84 kg      | Haykel Achouri   | Messaoud Zeghdane             | Mostafa Ghanem         |
| 96 kg      | Hassine Ayari    | Kakoma Bella-Lufu             | Maurice Abatam         |
| 120 kg     | Radhouane Chebbi | Abdelrahman Yehia El Tarabily | Adam Digovich          |

### Femmes

#### Lutte féminine
| Catégories | Or                 | Argent               | Bronze                     |
| ---------- | ------------------ | -------------------- | -------------------------- |
| 48 kg      | Rebecca Muambo     | Selim Samia          | Sammy Oziti                |
| 48 kg      | Rebecca Muambo     | Selim Samia          | Maroi Mezien               |
| 51 kg      | Isabelle Sambou    | Mona Samir Mahmoud   | Hedia Trabelsi             |
| 55 kg      | Marwa Amri         | Rokhayatou Sonko     | Jeanne-Marie Coetzer       |
| 55 kg      | Marwa Amri         | Rokhayatou Sonko     | Noura Khalil Hamid         |
| 59 kg      | Jacira Mendonça    | Rabab Eid Sayed Awad | Niclette Yamani Mbele      |
| 59 kg      | Jacira Mendonça    | Rabab Eid Sayed Awad | Rim Ayari                  |
| 63 kg      | Blessing Oborududu | Wafa Cherni          | Marie Milazar              |
| 63 kg      | Blessing Oborududu | Wafa Cherni          | Enas Mostafa Youssef Ahmed |
| 67 kg      | Nadia Antar        | Tara Ngonga          | Anta Sambou                |
| 72 kg      | Laure Ali Annabel  | Amarachi Obiajunwa   | Ibtissem Maamer            |
| 72 kg      | Laure Ali Annabel  | Amarachi Obiajunwa   | Ataf Abdelradi             |

## Tableau des médailles
| Rang  | Nation                           | Or | Argent | Bronze | Total |
| ----- | -------------------------------- | -- | ------ | ------ | ----- |
| 1     | Tunisie                          | 8  | 3      | 6      | 17    |
| 2     | Égypte                           | 3  | 8      | 7      | 18    |
| 3     | Nigeria                          | 3  | 1      | 1      | 5     |
| 4     | Guinée-Bissau                    | 2  | 1      | 0      | 3     |
| 5     | Algérie                          | 1  | 3      | 3      | 7     |
| 6     | Cameroun                         | 2  | 1      | 0      | 3     |
| 7     | Afrique du Sud                   | 1  | 1      | 6      | 8     |
| 8     | Sénégal                          | 1  | 1      | 4      | 6     |
| 9     | Madagascar                       | 0  | 1      | 1      | 2     |
| 10    | République centrafricaine        | 0  | 1      | 0      | 1     |
| 11    | Maurice                          | 0  | 0      | 1      | 1     |
| 11    | République démocratique du Congo | 0  | 0      | 1      | 1     |
| 11    | Sierra Leone                     | 0  | 0      | 1      | 1     |
| 11    | Tchad                            | 0  | 0      | 1      | 1     |
| Total | Total                            | 21 | 21     | 32     | 74    |